# Palaeocoprina pisinna
Palaeocoprina pisinna är en tvåvingeart som beskrevs av Marshall 1998. Palaeocoprina pisinna ingår i släktet Palaeocoprina och familjen hoppflugor. Inga underarter finns listade i Catalogue of Life.